# Gregor Tait
Gregor Tait (Glasgow, 20 aprile 1979) è un ex nuotatore britannico.
Ai Giochi olimpici di Atene 2004 ha raggiunto la finale dei 200 metri dorso, arrivando settimo.
Ai XVIII Giochi del Commonwealth di Melbourne del 2006, dove ha rappresentato la Scozia, ha conquistato la medaglia d'oro nei 200 metri dorso e nei 200 metri misti, stabilendo nei primi anche il record dei Giochi, a queste si aggiungono anche le medaglie di bronzo nei 100 metri dorso e con la staffetta 4x100 metri mist. Al suo ritorno in patria è stato acclamato come "eroe nazionale" dall'allora primo ministro Jack McConnell.

## Palmarès
- Europei in vasca corta

Anversa 2001: argento nella 4x50m misti e bronzo nei 100m dorso.
- Giochi del Commonwealth

Manchester 2002: argento nei 200m dorso.
Melbourne 2006: oro nei 200m dorso e nei 200m misti, bronzo nei 100m dorso e nella 4x100m misti.